# Simon Guglielmi
Simon Guglielmi (Chambéry, 1 de julio de 1997) es un ciclista profesional francés, miembro del equipo Arkéa-B&B Hotels.

## Palmarés
Todavía no ha conseguido ninguna victoria como profesional.

## Resultados en Grandes Vueltas
| Carrera | Carrera         | 2019 | 2020  | 2021 | 2022 | 2023 | 2024 | 2025 |
| ------- | --------------- | ---- | ----- | ---- | ---- | ---- | ---- | ---- |
|         | Giro de Italia  | —    | 116.º | 90.º | —    | —    | —    | 94.º |
|         | Tour de Francia | —    | —     | —    | —    | 69.º | —    | —    |
|         | Vuelta a España | —    | —     | —    | 60.º | —    | 47.º | —    |

—: no participa
Ab.: abandono